# Rocked, Wired & Bluesed: The Greatest Hits
Rocked, Wired & Bluesed: The Greatest Hits è una raccolta del gruppo musicale statunitense Cinderella, pubblicata il 25 gennaio 2005 dalla Mercury Records.

## Tracce
Tutte le canzoni sono state composte da Tom Keifer, ad eccezione di If You Don't Like It e Hot and Bothered composte da Tom Keifer ed Eric Brittingham.
1. Night Songs – 4:12
2. Shake Me – 3:44
3. Nobody's Fool – 4:47
4. Somebody Save Me – 3:16
5. Bad Seamstress Blues / Fallin' Apart at the Seams – 5:21
6. Gypsy Road – 4:01
7. Don't Know What You Got (Till It's Gone) – 5:54
8. The Last Mile – 3:51
9. Long Cold Winter – 5:21
10. If You Don't Like It – 4:14
11. Coming Home – 4:54
12. The More Things Change – 4:21
13. Shelter Me – 4:47
14. Heartbreak Station – 4:28
15. Winds of Change – 5:34
16. Blood from a Stone – 4:50
17. Hot and Bothered – 3:56

## Rocked, Wired & Bluesed: The Greatest Video Hits
Contemporaneamente all'uscita del disco, è stata messa in commercio un DVD contenente la cronologia dei videoclip realizzati dalla band e nuovi commenti di Tom Keifer ed Eric Brittingham.

### Tracce
1. Shake Me
2. Nobody's Fool
3. Somebody Save Me
4. Gypsy Road
5. Don't Know What You Got (Till It's Gone)
6. The Last Mile
7. Coming Home
8. The More Things Change
9. Shelter Me
10. Heartbreak Station

## Formazione
- Tom Keifer – voce, chitarre, pianoforte, armonica
- Jeff LaBar – chitarre, basso
- Eric Brittingham – basso
- Fred Coury – batteria, percussioni